# Жисмондин
Жисмондин (рос. жисмондин; англ. gismondine; нім. Gismondin m) — мінерал, водний алюмосилікат кальцію координаційної будови, групи цеолітів.

## Загальний опис
Хімічна формула: Ca4[Al8Si8O32]16H2O. Містить (у %):
- 1. За Є.Лазаренком: CaO — 7,7; Al2О3 — 26,04; SiO2 — 42,84; H2O — 17,16.
- 2. За К.Фреєм: CaO — 16; Al2О3 — 29,1; SiO2 — 34,3; H2O — 20,6.

Сингонія моноклінна (за іншими даними — ромбічна). Твердість 4,5-5,0. Густина 2,2. Блиск скляний. Безбарвний, білий, блакитнуватий, сіруватий або червонуватий від прозорого до напівпрозорого. Рідкісний мінерал.

## Знахідки
Знайдений в порожнинах лейцитових тефритів у Чехії і в лейцитових лавах в Італії.
У порожнинах базальтів на плато Антрим (Ірландія) утворює характерні асоціації з шабазитом, томсонітом, філліпситом.
Знайдений також в Квінсленді (Австралія) та на Гавайських островах.